# Hirundichthys coromandelensis
Hirundichthys coromandelensis är en fiskart som först beskrevs av Hornell 1923.  Hirundichthys coromandelensis ingår i släktet Hirundichthys och familjen Exocoetidae. Inga underarter finns listade i Catalogue of Life.